# روماين جال
روماين جال (31 يناير 1995 بباريس في فرنسا - ) هو لاعب كرة قدم أمريكي وفرنسي في مركز الوسط. شارك مع منتخب الولايات المتحدة تحت 18 سنة لكرة القدم ومنتخب الولايات المتحدة تحت 20 سنة لكرة القدم. أما مع النوادي، فقد لعب مع كولومبوس كرو ونادي لوريان وNyköpings BIS ‏ وAustin Aztex ‏ ونادي سوندسفال ‏.

## وصلات خارجية
- روماين جال على موقع الاتحاد الأوربي (الإنجليزية)
- روماين جال على موقع اتحاد النرويج (النرويجية)
- روماين جال على موقع اتحاد السويد (السويدية)
- روماين جال على موقع الدوري الأمريكي (الإنجليزية)
- روماين جال على موقع قاعدة بيانات كرة القدم.إي يو (الإنجليزية)
- روماين جال على موقع ناشيونال فوتبول تيمز (الإنجليزية)
- روماين جال على موقع Soccerbase.com (لاعب) (الإنجليزية)
- روماين جال على موقع Soccerway.com (الإنجليزية)
- روماين جال على موقع عالم كرة القدم.نت (الإنجليزية)
- روماين جال على موقع AS.com (الإسبانية)